# Pascalina

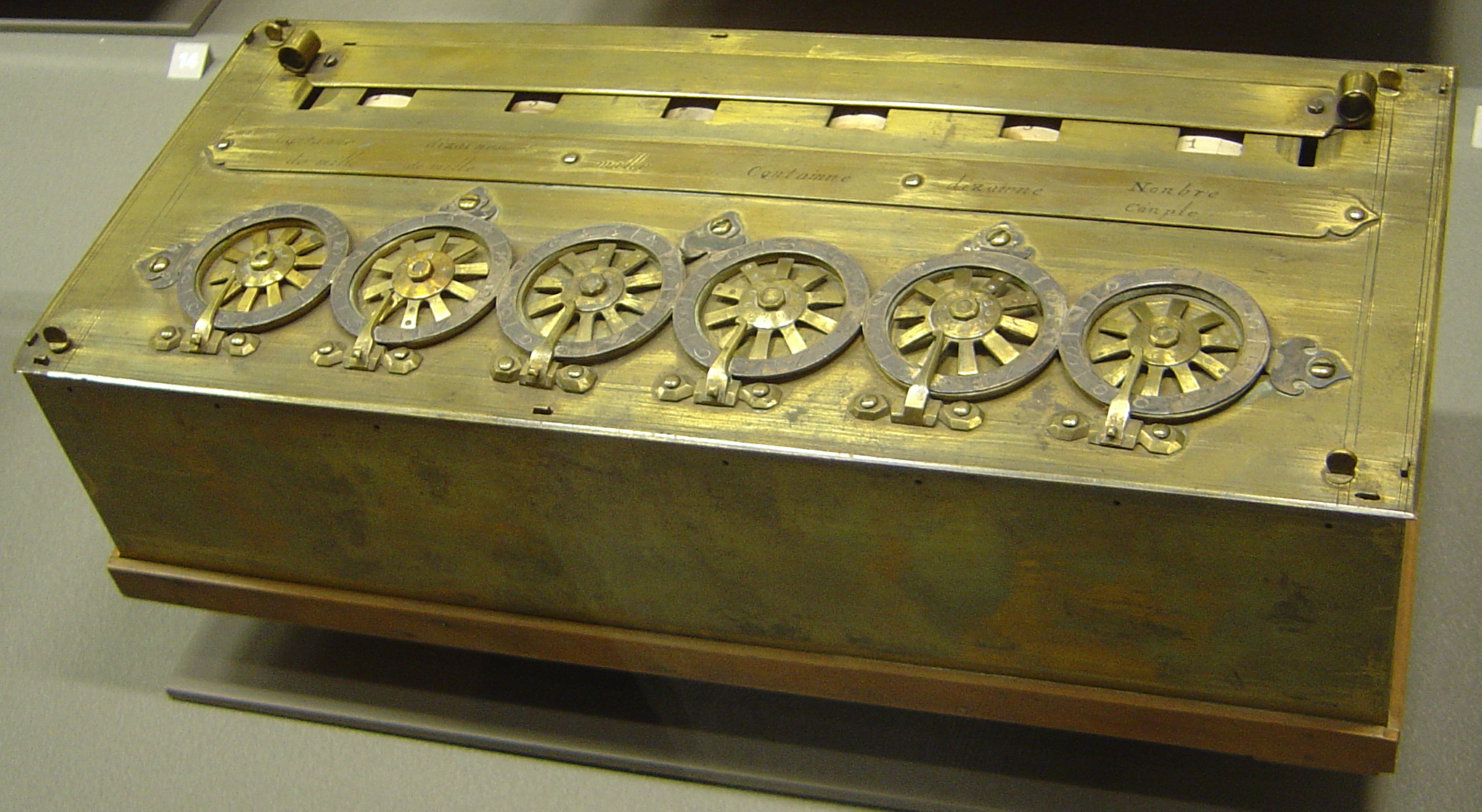
Una pascalina conservada en el Museo de Artes y Oficios de París.

La pascalina fue la primera calculadora, que funcionaba a base de ruedas y engranajes, inventada en 1642 por el filósofo y matemático francés Blaise Pascal (1623-1662). El primer nombre que le dio a su invención fue «máquina de aritmética». Luego la llamó «rueda pascalina», y finalmente «pascalina». Este invento es el antepasado remoto del actual ordenador.
Pascal había sido un niño precoz, y fue educado por su padre. Sus primeros trabajos fueron sobre las ciencias naturales y aplicadas. Contribuyó de manera importante al estudio de los fluidos.
En 1642, a los 19 años, Pascal concibió la idea de la pascalina con el fin de facilitar la tarea de su padre, que acababa de ser nombrado superintendente de la Alta Normandía por el cardenal Richelieu, y que debía restaurar el orden de los ingresos fiscales de esta provincia.

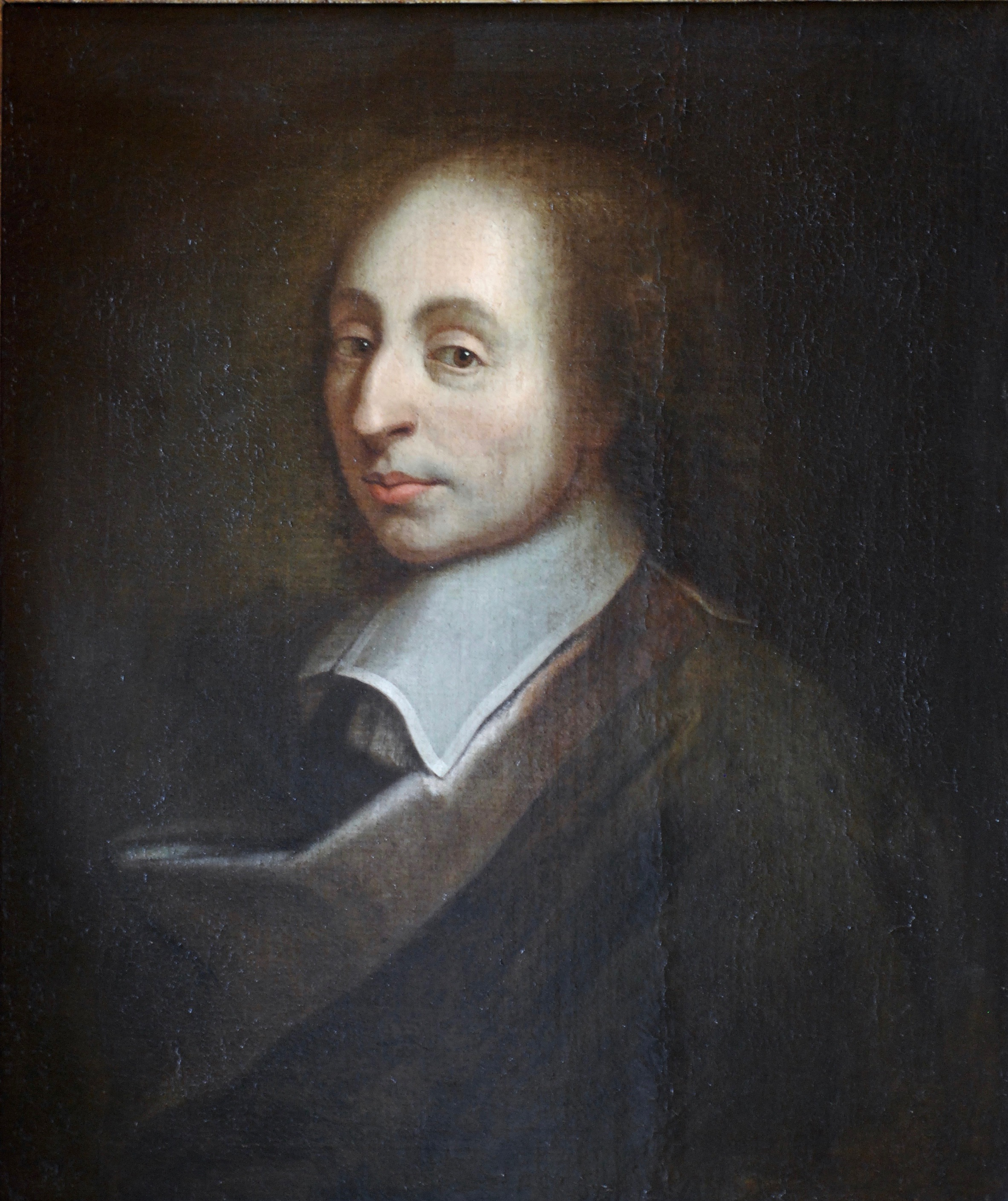
Blaise Pascal (1623-1662); cuadro de 1690.

La pascalina abultaba algo menos que una caja de zapatos y era baja y alargada. En su interior, se disponían unas ruedas dentadas conectadas entre sí, formando una cadena de transmisión, de modo que, cuando una rueda giraba completamente sobre su eje, hacía avanzar un diente a la siguiente posición (un diente o un número, pues cada diente del engranaje corresponde a un número del 0 al 9).
Las ruedas representaban el «sistema decimal de numeración». Cada rueda constaba de diez pasos, para lo cual estaba convenientemente marcada con números del 9 al 0. El número total de ruedas era ocho (seis ruedas para representar los números enteros y dos ruedas más, en el extremo derecho, para los decimales). Con esta disposición «se podían obtener números entre 0'01 y 999.999'99».
Mediante una manivela se hacía girar las ruedas dentadas. Para sumar o restar no había más que accionar la manivela en el sentido apropiado, con lo que las ruedas corrían los pasos necesarios. Cuando una rueda estaba en el 9 y se sumaba 1, ésta avanzaba hasta la posición marcada por un cero. En este punto, un gancho hacía avanzar un paso a la rueda siguiente. De esta manera se realizaba la operación de adición.

### Funcionamiento
No se pueden realizar directamente las sumas y restas. Las restas utilizan el principio del «complemento 9». Se realizan tan fácilmente como las sumas y se hacen en la ventana de complementos. Nada impide realizar multiplicaciones por adiciones sucesivas o divisiones por restas sucesivas. En algunas máquinas, se podían conservar los resultados intermedios. Mediante una manivela se hacía girar las ruedas dentadas. Para sumar o restar no había más que accionar la manivela en el sentido apropiado, con lo que las ruedas corrían los pasos necesarios.

#### Complemento a 9
El complemento a 9 de una cifra decimal d se define como 9 - d. Por ejemplo, el complemento a 9 de 4 es 5 (9 – 4) y de 9 es 0 (9 – 9). De manera similar, el complemento a 11 de 3 es 8.  En una máquina decimal de n cifras, el complemento a 9 de un número A se define como:
{\displaystyle CP(A)=10^{n}-1-A}
Por ejemplo, para dos cifras n=2 y A=25, el complemento a 9 de A es:
{\displaystyle CP(25)=99-25=74}
Así, el complemento a 9 de (A - B) vale:
El complemento a 9 de la diferencia de dos números es la suma del complemento a 9 del primer número más el segundo número. 
Como el complemento del complemento de un número X es el mismo número:
{\displaystyle CP(CP(X))=X}
para obtener el valor de (A - B) hallamos el complemento de ese resultado recién obtenido, es decir,
{\displaystyle A-B=CP(CP(A-B))=CP(CP(A)+B)}
El mismo principio puede aplicarse a números compuestos de bases diferentes (base 6, 10, 12, 20).
Este comportamiento puede extenderse de la siguiente manera:
{\displaystyle CP(A-B-C-D-E)=CP(A)+B+C+D+E}
Aplicado a una pascalina decimal:
| {\displaystyle CP(A)}   | La máquina está a 0. El complemento a 9 del primer número se inscribe (en algunas máquinas al poner el número se inscribe automáticamente el complemento). El número directo sale en la ventana de los complementos (el complemento del complemento es el número mismo, {\displaystyle CP(CP(A))=A} ). |
| {\displaystyle B}       | Entonces el segundo número se introduce (es una suma). |
| {\displaystyle CP(A-B)} | El resultado, {\displaystyle A-B}, está inscrito en la ventana de los complementos, puesto que {\displaystyle CP(CP(A-B))=A-B}. |

El mismo principio es válido para las pascalinas que no sean decimales (si b es la base, el complemento a b de d a n cifras es {\displaystyle b^{n}-1-d}). El complemento a 9 es denominado en algunos libros complemento pascalino.

#### Suma
La barra horizontal debe estar puesta cerca del borde de la máquina (en posición suma). Después de poner la máquina a 0, solo hay que inscribir los números uno después de otro.
A continuación, se representa un ejemplo de una suma: {\displaystyle 12.345+56.789=69.134}
| 8 | 7 | 6 | 5 | 4 |
| 1 | 2 | 3 | 4 | 5 |

| 3 | 0 | 8 | 6 | 5 |
| 6 | 9 | 1 | 3 | 4 |

#### Resta
A lo largo de la resta el acumulador tendrá los valores {\displaystyle CP(A)} al principio y {\displaystyle CP(CP(A))} tras la suma de B. En la ventana de los complementarios veremos {\displaystyle CP(CP(A))}, que es A, y luego {\displaystyle CP(CP(A-B))}, que es {\displaystyle (A-B)}. La resta es parecida a la suma. La diferencia es la elección de la ventana de resultado (ventana directa o ventana complementaria) y el método de inscripción de la primera cifra. La barra horizontal debe estar situada cerca del centro de la máquina, en posición de resta y entonces expondrá el complementario del número inscrito. Entonces hay que utilizar este número y realizar una suma.
A continuación, se muestra el ejemplo de una resta: {\displaystyle 54.321-12.345=41.976}
| 9 | 9 | 9 | 9 | 9 |
| 0 | 0 | 0 | 0 | 0 |

| 5 | 4 | 3 | 2 | 1 |
| 4 | 5 | 6 | 7 | 8 |

| 4 | 1 | 9 | 7 | 6 |
| 5 | 8 | 0 | 2 | 3 |

## Precursores de la calculadora
Todas las máquinas a engranaje anteriores a la pascalina forman parte de los precursores de la calculadora.
Esta es la lista resumida de los inventos más relevantes:
- El mecanismo de Anticitera, de antes del año 87 a. C. (antigua calculadora mecánica para determinar posiciones astronómicas).
- Los relojes mecánicos del siglo XIII.
- Los astrolabios (instrumentos que permiten representar el movimiento de las estrellas en el cielo).

Estas máquinas permitieron a las sociedades que las producían, familiarizarse con el movimiento de los engranajes, con el meticuloso trabajo de los metales que las componían y con su montaje.
Algunos instrumentos de medición y ciertos controladores también fueron precursores de la calculadora:

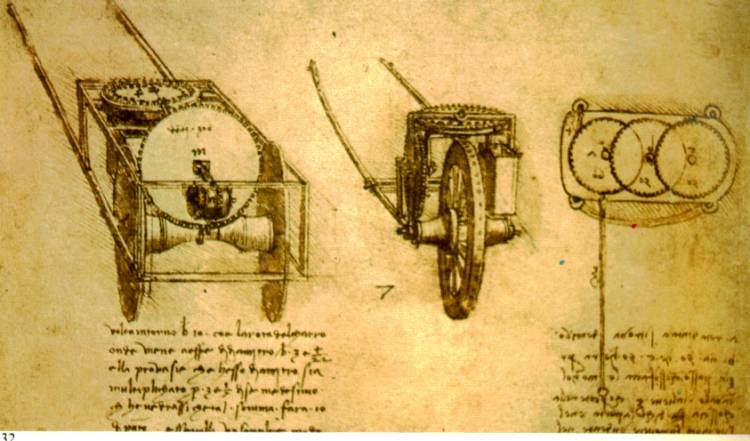
El odómetro de Leonardo de Vinci.

- El odómetro es un instrumento que mide la distancia recorrida por un vehículo, y fue descrito por primera vez por el romano Vitruvio alrededor del año 25 a. C. Vitruvio presenta un odómetro instalado en un coche. Consiste en una serie de engranajes conectados por una progresión de retención. La primera rueda estaba impulsada por una de las ruedas de la carroza y la última dejaba caer una bola pequeña en una bolsa a cada milla romana recorrida.

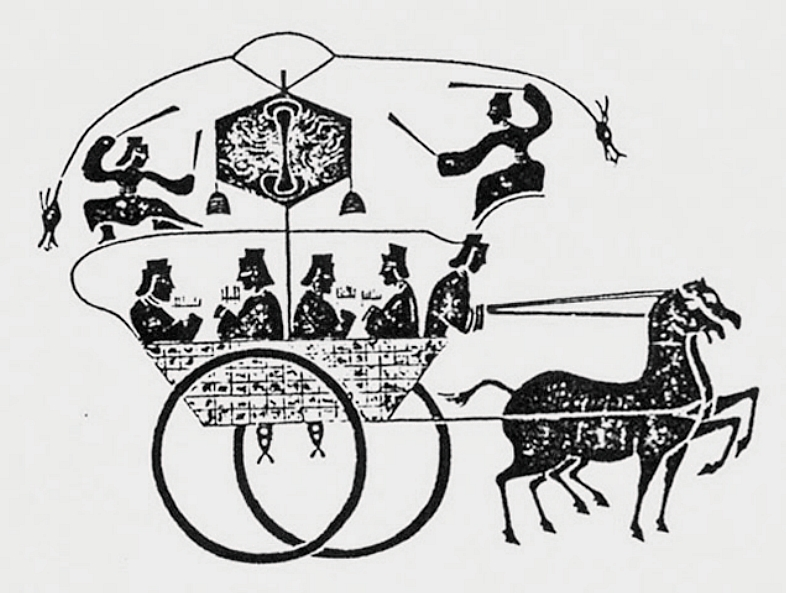
Carroza de la Dinastía han con las dos figuritas.

- Un texto chino del siglo III describe una carroza con dos figuritas de madera encima de ella. Un mecanismo hacía que una de las figuritas diera un golpe de tambor cada vez que recorría un ri (unidad de longitud utilizada en Japón, equivalente a 3,9 km), y hacía que la otra figurita sonara una campanilla cada 10 ris.

- A finales del siglo X, el monje francés Gerberto de Aurillac trajo de España los planos de una calculadora, inventada por los árabes, cuyo cuerpo de salida tenía la forma de una cabeza parlante que contestaba por sí o por no a las preguntas que se le hacían (aritmética binaria), pero las opiniones difieren en su existencia.

- En el siglo XIII, los monjes Alberto Magno y Roger Bacon construyeron muñecos con engranajes. Estos instrumentos no tuvieron éxito. Alberto Magno se quejó de haber perdido 40 años de trabajo cuando Tomás de Aquino, aterrado por su máquina, la destruyó.

- En 1525, el arquitecto francés Jean Fernel creó el podómetro, primera máquina capaz de contar el número de pasos de un hombre o de un caballo. Esta máquina tenía la forma de un reloj y tenía cuatro pantallas que mostraban las unidades, decenas, cientos y miles.

- En 1623 y 1624, Wilhelm Schickard, un pastor evangélico y universitario de Suabia, envió el diseño de un reloj que podía calcular en dos cartas dirigidas a Johannes Kepler. La primera máquina ―que debía ser construida por un profesional― fue destruida, a medio terminar, en un incendio en el año 1624 y Schickard abandonó el proyecto.

En 1709 el italiano Giovanni Poleni construyó el primer reloj capaz de calcular. No era una máquina con método de inscripción directa (las cifras se tenían que registrar primero, y luego se ponían en funcionamiento la máquina).
En 1730, la Academia de Ciencias (en París) declaró tres máquinas inventadas por Hillerin Boistissandeau, que tenían el mecanismo de un reloj para calcular. La primera máquina utiliza un sistema de retención de un diente (como el reloj de Schickard). Esta no funcionaba correctamente. Las otras dos máquinas utilizaban resortes para armar la retención. Esta fue una solución adecuada para tal sistema.